# HK Homiel
Le HK Homiel - en biélorusse : ХК Гомель - ou HK Gomel - du russe : ХК Гомель - est un club de hockey sur glace de Homiel en Biélorussie.

## Historique
Le club est créé en 2000. Il évolue dans l'Ekstraliga.

## Palmarès
- Vainqueur du Championnat de Biélorussie : 2003.
- Vainqueur de la Coupe de Biélorussie : 2003, 2004, 2007, 2012 et 2017.